# Мелані Маруа
Мелані Маруа (англ. Mélanie Marois; нар. 10 березня 1984) — колишня канадська тенісистка.
Найвищу одиночну позицію світового рейтингу — 235 місце досягла 6 жовтня 2003, парну — 138 місце — 2 лютого 2004 року.

## Фінали ITF
| турніри $50,000 |
| турніри $25,000 |
| турніри $10,000 |

### Одиночний розряд (3–2)
| Результат | Ранг | Дата           | Турнір                                     | Покриття | Суперниця            | Рахунок       |
| --------- | ---- | -------------- | ------------------------------------------ | -------- | -------------------- | ------------- |
| Поразка   | 1.   | 29 липня 2001  | Ванкувер, Канада                           | Тверде   | Саекі Міхо           | 1–6, 4–6      |
| Перемога  | 1.   | 28 травня 2002 | Луїсвілл (Кентуккі), США                   | Тверде   | Катерина Афіногенова | 1–6, 6–3, 6–3 |
| Перемога  | 2.   | 5 серпня 2002  | Монреаль, Канада                           | Тверде   | Даяна Сребровіч      | 6–0, 6–3      |
| Поразка   | 2.   | 12 січня 2003  | Таллахассі, США                            | Тверде   | Яна Неєдли           | 4–6, 0–6      |
| Перемога  | 3.   | 6 червня 2004  | Гілтон-Гед-Айленд (Південна Кароліна), США | Тверде   | Наталія Демиденко    | 6–4, 5–7, 6–4 |

### Парний розряд (3–5)
| Результат | Ранг | Дата            | Турнір                      | Покриття   | Партнерка      | Суперниці                         | Рахунок          |
| --------- | ---- | --------------- | --------------------------- | ---------- | -------------- | --------------------------------- | ---------------- |
| Поразка   | 1.   | 28 червня 1998  | Монреаль, Канада            | Тверде     | Катрін Раммо   | Рената Колбовіч Ванесса Вебб      | 3–6, 1–6         |
| Перемога  | 1.   | 23 червня 2002  | Монреаль, Канада            | Тверде     | Мішелл Фошер   | Каорі Аояма Тедзука Ремі          | 6–3, 3–6, 6–1    |
| Перемога  | 2.   | 13 липня 2003   | Ванкувер, Канада            | Тверде     | Аманда Огастус | Ніколь Сьюелл Андреа ван ден Гурк | 7–6(4), 6–4      |
| Поразка   | 2.   | 14 вересня 2003 | Пічтрі-Сіті (Джорджія), США | Тверде     | Аманда Огастус | Лорен Калварія Джессіка Ленгофф   | 6–4, 3–6, 1–6    |
| Поразка   | 3.   | 28 вересня 2003 | Альбукерке, США             | Тверде     | Аманда Огастус | Саманта Рівз Мілагрос Секера      | 3–6, 2–6         |
| Перемога  | 3.   | 19 жовтня 2003  | Мехіко, Мексика             | Тверде     | Аманда Огастус | Сара Ріск Кейсі Смеші             | 7–6(6), 6–2      |
| Поразка   | 4.   | 23 січня 2005   | Маямі, США                  | Тверде     | Сара Ріск      | Джулія Дітті Владіміра Угліржова  | 3–6, 6–2, 6–7(3) |
| Поразка   | 5.   | 27 лютого 2005  | Сент-Пол (Міннесота), США   | Тверде (i) | Сара Ріск      | Юлія Бейгельзимер Сандра Клезель  | 2–6, 1–6         |